# Grand chambellan de France

Le grand chambellan de France, était l'un des grands officiers de la couronne de France pendant l’Ancien Régime et l’un des personnages les plus importants de l’État au XVIe siècle. Tout comme le grand maître de France, elle perd de son importance politique et devint de plus en plus honorifique. 

Ornements

## Histoire

### Avant la création de la charge de grand chambellan de France
Il existait des chambellans du roi comme Jean de Gaillonet, chevalier qui épousa Marguerite de Meudon ou Jean VI de Hangest, conseiller-chambellan du roi et gouverneur de Bretagne.

### Création de la charge de grand chambellan de France[2]
La charge était très ancienne, si l’on considère qu'elle était une sorte de fusion entre celle de chambellan proprement dite, et celle de chambrier, supprimée par François Ier en octobre 1545. Le grand chambellan de France tenait son importance du fait qu’il avait accès en permanence à la chambre du roi, prérogative symbolisée par la clef d’or qu'il portait au côté, et qui devint l’insigne héraldique de dignité des grands chambellans : ils portaient deux clés d’or, avec anneaux terminés par une couronne royale, en sautoir derrière leurs armes personnelles,.
Son rôle primitif était la direction de la chambre et de la garde-robe du roi. Cet office procurait une très grande proximité avec la personne royale et était confié à des conseillers proches du souverain. Ainsi sous le règne de Louis XIV, le grand chambellan occupait le second rang dans les réceptions d'ambassadeurs, servait le roi à table et lui présentait sa chemise au lever.
Le grand chambellan signait les chartes et les documents importants, et assistait avec le roi au jugement des pairs. Il avait la garde du sceau secret et du cachet du cabinet, recevait les hommages rendus à la Couronne, faisait prêter les serments de fidélité en présence du Roi. Sa fonction essentielle était son rôle lors du sacre.
Le jour du Sacre, il était chargé de recevoir les pairs dans la chambre du roi : les pairs ecclésiastiques frappaient à la porte fermée, le grand chambellan leur demandait ce qu’ils cherchaient, et les pairs répondaient qu’ils cherchaient le roi. Le grand chambellan ouvrait alors la porte. Pendant la messe du sacre, le grand chambellan recevait les bottines royales que lui donnait l’abbé de Saint-Denis, et les chaussait au roi. De la même manière, il donnait au roi la dalmatique et le manteau royal. Dans toutes les cérémonies, il avait la préséance comme grand officier de la Couronne. Porteur de la bannière de France, il avait rang entre le grand maître de France et le grand écuyer. Dans les lits de justice, il était assis aux pieds du roi.
Dans la première moitié du XVIe siècle, l'office fut toujours porté par un membre de la maison d'Orléans-Longueville, puis jusqu'en 1664 par la maison de Guise et enfin par celle de La Tour d'Auvergne, duc de Bouillon, jusqu'à la fin de la monarchie.
Le prévôt de Paris prenait le titre de chambellan ordinaire du roi parce qu'à toute heure, il avait accès au souverain.
Napoléon Ier attacha à sa maison un grand chambellan (Talleyrand), ainsi que des chambellans ordinaires. La Restauration conserva le titre de grand chambellan jusqu'à la révolution de Juillet. Napoléon Maret, duc de Bassano, fut créé grand chambellan par Napoléon III.

## Liste des grands-chambellans de France

### Ancien Régime[5]

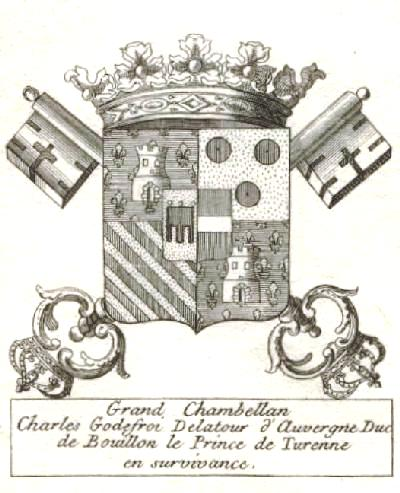
Armoiries de Charles-Godefroy de La Tour d'Auvergne, duc de Bouillon et grand chambellan de 1728 à 1747.

- 1196-1205 : Gauthier de Villebéon († 1205)[6]
- 1205-1220 : Gauthier II de Nemours († 1220)
- 1220-1222 : Philippe II de Nemours
- 1223-1238 : Adam de Villebéon († 1238)
- 1238-1270 : Pierre de Nemours († 1270)
- 1272-? : Mathieu de Marly († 1280)
- ?-1278 : Pierre de La Brosse († 1278)
- ?-1302 : Raoul II de Clermont-Nesle († 1302)
- ?-1304 : Mathieu IV de Montmorency (1252-1304 ou 1305)
- ?-? : Mathieu de Trie II
- ? -1315 : Enguerrand de Marigny († 1315)
- 1318-1350 : Jean Ier de Melun († 1350)
- 1350-1382 : Jean II de Melun († 1382)
- 1382-1385 : Jean III de Melun († 1385)
- 1385-1397 : Arnaud-Amanieu d'Albret (1338-1401)
- 1397-1401 : Jacques II de Bourbon († 1438)
- 1401-1407 : Guy IV de Damas de Couzan, dit Guy Levieux (1335-1428)
- 1408-1423 : Louis Ier de Bourbon-Vendôme († 1446)
- 1423-1467 : Jean d'Orléans, comte de Dunois, dit le bâtard d'Orléans (1403-1468)[n 1]
- avant 1425-1427 : Jean II de Montmorency, se démet en faveur de La Trémoille
- 1427-1439 : Georges Ier de La Trémoille (1384-1446).
- 1474 : Georges II de La Trémoille († 1481)
- ? : Antoine de Châteauneuf († après 1472), seigneur de Lau, également grand bouteiller de France sous Louis XI
- 1484-1486 : François Ier d'Orléans, comte de Dunois, de Longueville, comte de Tancarville et Montgommery (1447-1491)
- 1486-1491 : René II de Lorraine, duc de Lorraine (1451-1508)
- 1491-1492 : Philippe de Hochberg, marquis de Hochbert, comte de Neufchâtel (Suisse), seigneur de Rothelin († 1503)[7]
- 1492-1494 : Philippe de Crèvecœur, seigneur d'Esquerdes, maréchal de France († 1494)[7]
- 1495-1503 : Louis de Luxembourg, prince d'Altemure (1467-1503)
- 1504-1513 : François II d'Orléans, duc de Longueville (1470-1513)
- 1513-1516 : Louis Ier d'Orléans, duc de Longueville, (1480-1516)
- 1519-1524 : Claude d'Orléans, duc de Longueville († 1524)
- 1524-1537 : Louis II d'Orléans, duc de Longueville (1510-1537)
- 1537-1551 : François III d'Orléans, duc de Longueville (1535-1551)
- 1551-1562 : François de Lorraine, duc de Guise (1519-1563)
- 1562-1589 : Charles de Lorraine, duc de Mayenne (1554-1611)
- 1589-1595 : Henri Ier d'Orléans, duc de Longueville (1568-1595)
- 1596-1621 : Henri de Lorraine, duc de Mayenne (1578-1621)
- 1621-1644 : Claude de Lorraine, duc de Chevreuse (1578-1657)
- 1644-1654 : Louis de Lorraine, duc de Joyeuse (1622-1654)
- 1655-1658 : Henri II de Lorraine, duc de Guise (1614-1664)
- 1658-1682 puis 1692-1715 : Godefroy-Maurice de La Tour d'Auvergne, duc de Bouillon (1636 ou 1641-1721)
- 1682-1692 : Louis-Charles de La Tour d'Auvergne, duc de Bouillon (1665-1692)
- 1715-1717 puis 1723-1728 : Emmanuel-Théodose de La Tour d'Auvergneduc, duc de Bouillon (1668-1730)
- 1717-1723 : Frédéric-Maurice-Casimir de La Tour d'Auvergne (1702-1723)
- 1728-1747 : Charles-Godefroy de La Tour d'Auvergne, duc de Bouillon (1706-1771)
- 1747-1775 : Godefroy de La Tour d'Auvergne, duc de Bouillon (1728-1792)
- 1775-1782 : Henri Louis Marie de Rohan, prince de Rohan-Guéméné (1745-1809).

### Premier Empire(1804-1814) etSeconde Restauration(1815-1830)
- 1804-1809 puis 1815-1830 : Charles-Maurice de Talleyrand-Périgord (1754-1838)
- 1809-1814 comte Pierre de Montesquiou-Fezensac (1764-1834).

### Second Empire
- 1853-1870 : Napoléon Maret, 2e duc de Bassano (1803-1898)